# متن فرمت‌دار
نوشتهٔ ریخت‌دار (یا قالب‌بندی‌شده)، نوشتهٔ دارای شیوه (styled text) یا نوشتهٔ غنی (rich text) برخلاف نوشتهٔ ساده، دارای اطلاعات شیوه‌دار (styling Information) که شامل رنگ، نوع (پررنگ (bold) یا مایل (italic))، اندازه و امکانات ویژه‌ای چون پیوند (link) است.